# Muck (Geologie)
Als Muck wird in der Geologie eine Dauerfrostschicht mit einem Gemenge aus tierischen und pflanzlichen Überresten sowie Geröll bezeichnet. Insbesondere für Schichten in Kanada und Alaska ist diese Bezeichnung gebräuchlich. Eine Verbreitung solcher Schichten wird über die gesamte eislose, nordöstliche Kontinentalhalbinsel (Alaska / Nordostkanada) angenommen.

## Geschichte
Goldfunde führten in den Jahren von 1890 bis 1900 zu einem Goldrausch in Alaska und Kanada. In der Folge rückten auch die  geologischen Schichten stärker in den Fokus der Untersuchungen.

## Aufbau und Inhalt
Der Muck enthält große Mengen gefrorener Knochen, unter anderem von Mammuts, Pferden, Mastodonten, Löwen und Riesenbisons. Aus den Muckschichten und darunter liegenden Geröllschichten wurde und wird in Alaska und Kanada Gold gewaschen.
Bei Analysen des Mucks wurde neben den Knochen und anderen tierischen Resten (Hautfetzen, Haaren, Fleisch) auch Vulkanasche in vier, z. T. stark verworfenen Schichten nachgewiesen. Wegen der zerstückelten und exartikulierten Überreste der Tiere und Pflanzen wird die Ablagerung mit katastrophalen Umständen in Beziehung gesetzt. Das dem Muck zugrundeliegende Massensterben wird meist auf das Ende der Eiszeit oder zwischeneiszeitliche Zeiten datiert.
Ebenfalls wurden Steinartefakte im Muck gefunden, die in situ eingefroren sind. Diese weisen Yuma-ähnliche Formen auf, wie sie auch bis in jüngste Zeit beim Stamme der Athapaska-Indianern in Alaska verwendet wurden.